# Alive (film, 2009)
Pour les articles homonymes, voir Alive.
Pour plus de détails, voir Fiche technique et Distribution.
Alive! ou Al!ve est un film albanais réalisé par Artan Minarolli, sorti en 2009.

## Synopsis
Koli Frangu est étudiant à Tirana, sur le point d'épouser sa petite amie Diana. La veille du mariage, son beau-frère Roku vient lui annoncer la mort de son père. Il revient dans son village natal pour l'enterrement, mais alors qu'il se promène en montagne, on lui tire dessus. Il découvre alors que sa famille fait l'objet depuis un siècle d'une gjakmarrje. Il doit donc disparaître pour ne pas être assassiné.

## Fiche technique
- Titre original : Gjallë
- Titre français : Alive!
- Réalisation : Artan Minarolli
- Scénario : Artan Minarolli
- Photographie : Jacques Bouquin
- Montage : Oliver Neumann
- Musique :
- Producteur : Marie Balducchi, Dritan Huqi, Vincent Lucassen, Artan Minarolli, Ebba Sinzinger
- Société de production : Agat Films & Cie<, Art Film, Wildart Film
- Sociétés de distribution : Vanguard Films
- Langues : albanais
- Format : Couleur - 1.85 : 1 - son Dolby Digital
- Genre : Film dramatique
- Durée : 90 minutes
- Dates de sortie : 2009

## Distribution
- Nik Xhelilaj : Koli
- Xhevdet Ferri : Zefi (as Xhevdet Feri)
- Bruno Shllaku : Roku
- Niada Saliasi : Diana
- Besart Kallaku : Fikja
- Luli Bitri : la fille de la piscine
- Romir Zalla : Tiku
- Tinka Kurti : la grand-mère de Fatime
- Reshat Arbana : le parrain
- Arqile Lici : le médiateur
- Eni Cani : Fatime
- Gentjan Zenelaj : le premier frère de Fatime (as Gentian Zenelaj)
- Julian Deda : le deuxième frère de Fatime
- Ermal Mamaqi : le troisième frère de Fatime

## Sélection dans des festivals
Le film est projeté le 5 juillet 2009 au Festival international du film de Karlovy Vary, le 11 octobre 2009	au Festival international du film de Busan, le 26 octobre 2009 au Festival du cinéma méditerranéen de Montpellier, en janvier 2010 au Festival international du film de Palm Springs et le 26 février 2010 au Festival international du film de Belgrade.